# Vítxuga
Vítxuga - Вичуга (rus) - és una ciutat de l'óblast d'Ivànovo, a Rússia.

## Geografia
Vítxuga es troba a 16 km al nord-est de Rodnikí, a 60 km al nord-est d'Ivànovo i a 310 km al nord-est de Moscou.